# Divoce Pole, Oleksandria
Divoce Pole (în ucraineană Дівоче Поле) este localitatea de reședință a comunei Divoce Pole din raionul Oleksandria, regiunea Kirovohrad, Ucraina.

## Demografie
Componența lingvistică a localității Divoce Pole
     Ucraineană (92,24%)
     Română (3,6%)
     Rusă (2,77%)
Conform recensământului din 2001, majoritatea populației localității Divoce Pole era vorbitoare de ucraineană (92,24%), existând în minoritate și vorbitori de română (3,6%), rusă (2,77%) și armeană (1,11%).